# Блазас, Генрихас
Ге́нрихас Бла́зас (лит. Henrikas Ernestas Blazas); (29 декабря 1903 (11 января 1904), Рига — 1 ноября 1965, Нью-Йорк) — литовский журналист, публицист, общественный деятель.
Основатель и редактор студенческого литературного двухнедельника «Студентас» («Studentas», 1928—1930), редактор сатирических журналов «Вепла» («Vėpla») и «Вепла» («Vapsva»). Одно время редактировал журнал «Науяс Жодис» («Naujas Žodis», русск. «Новое слово») и еженедельник «Дена» («Diena», русск. «День»). Вместе с поэтом Т. Тильвитисом издавал сатирический еженедельник «Кунтаплис» («Kuntaplis»).